# ازدنکو وردنیک
ازدنکو وردنیک (اسلوونیایی: Zdenko Verdenik؛ زادهٔ ۲ مهٔ ۱۹۴۹) بازیکن فوتبال اهل اسلوونی بود.
از باشگاه‌هایی که در آن بازی کرده‌است می‌توان به باشگاه فوتبال جف یونایتد چیبا اشاره کرد.